# Super League (Svizzera)
La Super League, anche nota come Credit Suisse Super League per motivi di sponsorizzazione, è il più alto livello professionistico del campionato svizzero di calcio, gestito dalla Swiss Football League (SFL).
Dipendente a livello disciplinare dall'Associazione Svizzera di Football, la Super League (all'epoca nota come Serie A) fu inaugurata ufficialmente nel 1898, sebbene la prima edizione della massima serie del calcio svizzero risalga a un anno prima. La squadra più titolata è il Grasshoppers, vincitore di 27 titoli, nonché detentore del maggior numero di apparizioni in massima serie (115 edizioni).
La Super League occupa il 12º posto nel ranking UEFA per competizioni per club.

## Formula
Il regolamento introdotto nel 2023 copia esplicitamente quello del campionato scozzese di calcio, torneo valutato come equivalente a quello svizzero in fatto di prestigio sportivo e dimensioni delle due nazioni.
Il formato prevede un girone unico tra le 12 squadre, che si affrontano per 3 volte: la stagione regolare è così composta di 33 giornate. In seguito, la classifica conosce lo "split": le formazioni vengono divise in 2 semi-gironi da 6 ciascuno, partecipando rispettivamente a play-off (dalla 1ª alla 6ª) e play-out (dalla 7ª alla 12ª).
Il regolamento delle "code" prevede la disputa di gare secche, con relative classifiche. Il primo girone riguarda l'assegnazione del titolo e le qualificazioni per le coppe europee, mentre il secondo determina le retrocessioni in Challenge League. Nel dettaglio:
- i campioni di Svizzera accedono alla Champions League, e i vicecampioni ai preliminari;
- la vincitrice della coppa o la 3ª va in UEFA Europa League;
- le squadre classificate in 4ª e 5ª posizione partecipano ai preliminari di UEFA Europa Conference League;
- la 12ª classificata retrocede direttamente in Challenge League;
- la squadra in 11ª posizione disputa una sfida interdivisionale con una squadra della categoria inferiore (la 2ª o la 3ª).

In totale, ogni squadra disputa 38 partite in stagione. 

### Vecchio regolamento
Dalla stagione 2003-2004 alla Super League partecipano 10 squadre. Il formato è stato appunto definito nella riforma del 2003, con la soppressione della vecchia Lega Nazionale A e l'introduzione del girone doppio. Le squadre si affrontano secondo il sistema detto "all'italiana", con doppie partite di andata e ritorno caratterizzate in due fasi. Sono assegnati tre punti per ciascuna vittoria, un punto a testa per ogni pareggio e nessun punto in caso di sconfitta. In caso di parità nella graduatoria finale, si tiene conto di questi criteri: differenza reti totale, maggior numero di gol segnati, differenza reti dei confronti diretti, maggior numero di gol segnati in trasferta, sorteggio.
Il 1º posto in classifica finale comporta il titolo di campione di Svizzera, oltre alla possibile qualificazione alla Champions League. Due club accedono all'UEFA Europa Conference League, mentre la disputa di preliminari o l’assegnazione di ulteriori posti è variabile nel tempo. Nel caso in cui si liberi il posto assegnato in UEFA Europa League al vincitore della Coppa Svizzera, la miglior classificata in campionato prende parte alla medesima competizione.
La squadra ultima classificata retrocede in cadetteria, mentre lo spareggio previsto tra la penultima di Super League e la seconda di Challenge League, soppresso al termine della stagione 2011-2012, è stato reintrodotto nel 2019.
Per la prima volta, nella stagione 2023/2024, 2 squadre del Campionato svizzero partecipano alla Champions League. Con la vittoria del campionato svizzero si accede al terzo turno preliminare della UEFA Champions League. La seconda classificata accede al secondo turno preliminare della UEFA Champions League, mentre la terza e la quarta sono ammesse al secondo turno di qualificazione della UEFA Europa Conference League.
Il vincitore della Coppa svizzera accede invece al terzo turno di qualificazione della UEFA Europa League.
Il numero di squadre partecipanti è stato cambiato più volte nel corso della storia del campionato, diventato a girone unico nel 1933:
- 1933-1934: 16 squadre
- 1934-1936: 14 squadre
- 1936-1937: 13 squadre
- 1937-1941: 12 squadre

- 1941-1976: 14 squadre
- 1976-1979: 12 squadre
- 1979-1981: 14 squadre
- 1981-1987: 16 squadre

- 1987-2003: 12 squadre
- dal 2003-2023: 10 squadre
- dal 2023- : 12 squadre

## Trofeo e simboli
Così come accade in altri campionati nazionali, anche in Svizzera viene assegnata la Stella al merito sportivo (in tedesco Meisterstern e in francese Étoile mérite sportif), ai club che hanno conquistato il campionato per dieci volte.
Le attuali società assegnatarie delle stelle in Super League sono:
- Grasshoppers (1938-1939, 1983-1984)
- Basilea (2003-2004, 2016-2017)
- Servette (1945-1946)
- Young Boys (1959-1960)
- Zurigo (2005-2006)

## Storia

### La Serie A

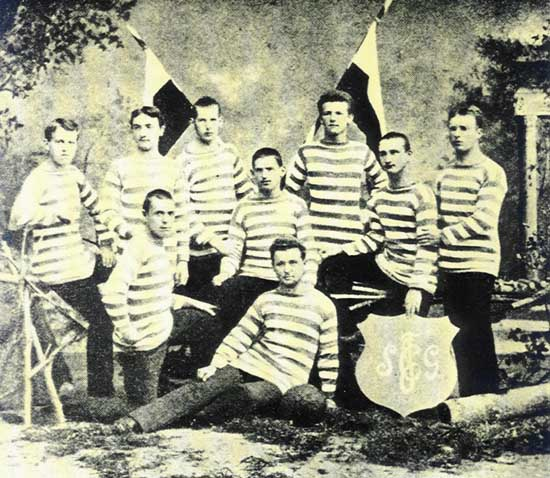
Il San Gallo in una foto del 1881

Il calcio arrivò in Svizzera nel corso del XIX secolo, portato dagli studenti inglesi degli istituti e delle università di Ginevra e del lago di Costanza. Nell'aria libera delle Alpi e del liberalismo economico, molti giovani si svilupparono in buone famiglie inglesi. Allo stesso tempo gran parte dei giovani svizzeri che vivevano nel contesto urbano apprezzarono l'English Way of Life, il suo sport e il concetto di fair play. In questo modo, il calcio subì una rapida diffusione, specialmente in città dove studenti, lavoratori e anche qualche insegnante organizzavano le prime partite.
Nel 1892 venne disputata la prima amichevole tra San Gallo e Grasshoppers. Nel 1895 ci fu una dura campagna della stampa svizzera che voleva vietare la pratica sportiva del calcio, causa della morte di un giovane, ma il trionfo dell'Association Football era inarrestabile e si continuò nella pratica sportiva.
Nacque nel 1897 il primo campionato calcistico svizzero denominato Serie A. L'avvio del campionato era dominato dal Grasshoppers che nel 1898 si aggiudicò il primo titolo svizzero. Il campionato svizzero si sviluppava in una prima fase a livello regionale con tre raggruppamenti (ovest, centro ed est) per poi contendersi il titolo nel girone finale.

### LaASSAe la nascita della Lega Nazionale
Nel 1925 i club di Serie A diedero vita alla Association Suisse de Série A (ASSA), organizzazione alla quale fu richiesto di difendere gli interessi delle società che ne facevano parte, in contrapposizione alla Zusammenschluss der unteren Serien (ZUS, letteralmente "Unione delle serie minori") fondata già nel 1921 dalle squadre di Serie B e categorie inferiori. Le due organizzazioni, grazie alla mediazione dell'allora presidente federale Otto Eicher e la proposta avanzata dal Bienna, concordarono una riforma del calcio svizzero che avrebbe portato alla luce il campionato di Prima Lega per la sola stagione 1930-1931 e la Lega Nazionale a partire dalla stagione 1931-1932.

### Il campionato a girone unico
La Lega Nazionale rimase divisa in due gironi fino al 1933, cosa che non gli permise di stabilire un campione assoluto senza disputare la relativa fase finale. Durante i campionati di transizione del 1931-1932 e 1932-1933 la fase finale comprese, oltre ai vincitori del rispettivo girone, una terza squadra vincitrice dello spareggio tra le seconde classificate e la vincitrice della Prima Lega, allora la seconda divisione del campionato svizzero di calcio. L'impresa riuscì al Losanna nel 1932, unica società ad aggiudicarsi il campionato militando in cadetteria. In seguito, nel 1933-1934, si disputò il primo campionato a girone unico con vittoria del Servette.

### I giorni di gloria di La Chaux-de-Fonds e Young Boys
Sul finire degli anni quaranta e primi anni cinquanta, l'attenzione sulla scena del calcio svizzero era spostata a sud. Dal 1948 al 1953, il Ticino è stato rappresentato per cinque stagioni da quattro squadre nella Lega Nazionale A: Lugano, Bellinzona, Locarno e Chiasso. A testimoniare la crescente importanza del calcio ticinese fu la scalata della seconda squadra di Lugano, il Rapid Lugano, club fondato nel 1949 che nel giro di quattro anni, dal 1951 al 1955, passò dalla Quarta Lega alla Lega Nazionale B. La retrocessione di Lugano e Locarno nella stagione 1952-53 interruppe la serie positiva per le squadre del sud della Svizzera. Considerando la distribuzione geografica delle squadre nella massima divisione tra il 1944 e il 1959, si può ritenere che i team della Svizzera italiana in rapporto alla popolazione erano di gran lunga più rappresentativi rispetto alle altre zone della nazione elvetica.
Nei primi anni cinquanta il calcio romando era rappresentato da Servette, Losanna, e in particolare La Chaux-de-Fonds, in primo piano per vittorie e successi. Il boom economico seguente alla seconda guerra mondiale portò un periodo di quasi 25 anni di prosperità, contribuendo all'espansione del calcio nella Svizzera occidentale. Il dominio della parte ovest della nazione elvetica venne trasmesso anche nella fase finale della Coppa del Mondo del 1954, disputata tra le mura amiche. Dei 22 convocati in nazionale, nove provenivano dalla Svizzera tedesca mentre dodici dalla parte occidentale; a completare il quadro un convocato per il Chiasso, l'attaccante Ferdinando Riva, rappresentando così tutta la nazione. In un momento in cui il calcio professionistico veniva accolto con scetticismo, la regione del Giura sfornò club in grado di prendere i primi posti nella scena del calcio elvetico come Grenchen, Bienne e La Chaux-de-Fonds, grazie alla fiorente industria orologiera svizzera.
Furono proprio questi ultimi che con il loro calcio offensivo riuscirono conquistare vittorie su vittorie nei primi anni cinquanta, diventando in modo indiscusso la squadra più forte del momento. Il periodo di successi per i gialloblù guidati in panchina dal ceco Jiří Sobotka iniziò con la vittoria della Coppa Svizzera in finale contro il Locarno nel 1951, seguito poi con il doppio successo consecutivo in campionato nel 1954 e 1955. Molti giocatori di questa squadra di successo rappresentavano i colori della nazionale svizzera. In un ideale passaggio di consegne, lo scettro di regina del campionato passò alla formazione bernese dello Young Boys che riuscì nell'impresa di conquistare quattro titoli consecutivi dal 1957 al 1960.

### Dai dilettanti ai semi-professionisti
Il 5 luglio 1960 la Trako (acronimo di Commissione svizzera di vigilanza dei trasferimenti, dal tedesco Schweizerischen Transfer und Aufsichtskommission) della Lega Nazionale inviò a tutte le squadre una lettera in cui veniva specificato che ad ogni club era consentito il pagamento di un compenso senza una specifica richiesta e senza l'autorizzazione della commissione di vigilanza dei trasferimenti. «Il calcio svizzero ha legalizzato traffico di esseri umani», questo era il titolo di Sport all'indomani della decisione. La decisione fu a dir poco insolita non per il fatto che furono introdotte le retribuzioni ai giocatori, già praticata da alcuni top club della Lega Nazionale A, ma che tale decisione fu presa dalla Trako stessa. Il compito del Trako era quello di gestire il trasferimento dei giocatori da un club all'altro, regolamentando anche l'ingresso di calciatori stranieri e applicando relative sanzioni alle società che non ottemperavano il regolamento. Tuttavia, il Trako non fu mai in grado di controllare il "traffico di esseri umani" e quindi venne sciolto alla fine della stagione 1960-1961. I club iniziarono ad essere gestiti secondo criteri commerciali: le entrate sono generate dagli incassi degli spettatori alle partite e le spese sono quelle relative ai bonus e ai salari di giocatori e dipendenti del club. I regolamenti iniziano ad introdurre il concetto di sport professionistico ma ancora prevale l'idea di sport come qualcosa di dilettantistico.

### Dalla Lega Nazionale A alla Super League

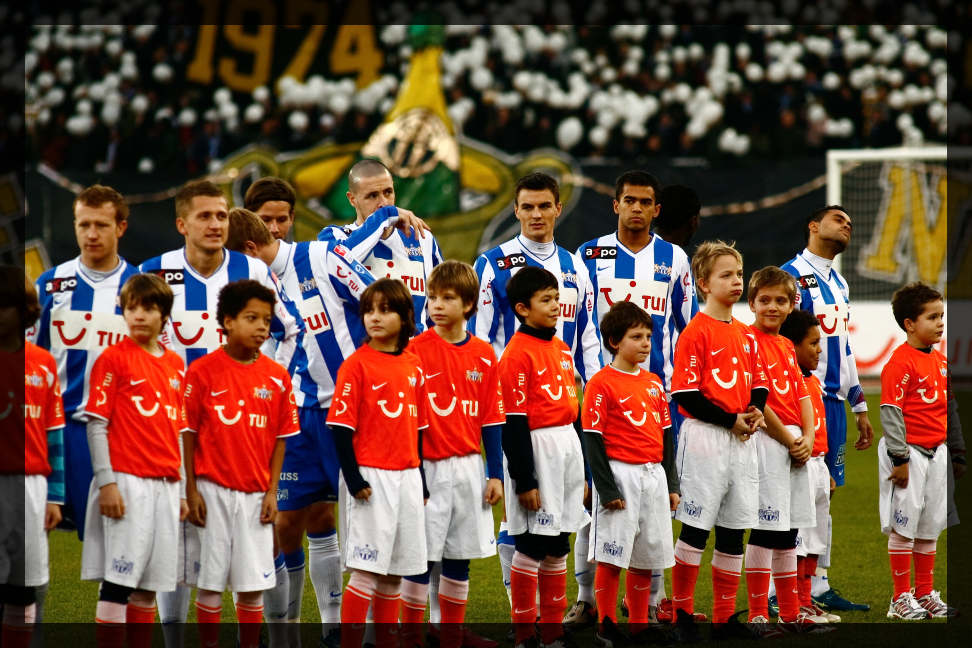
Fase iniziale di Zurigo-Vaduz della stagione 2008-2009

Il nuovo millennio portò un rinnovamento nella rivalità fra le città di Zurigo e Basilea, con Grasshoppers e Zurigo impegnati a contrastare il dominio rossoblu, con lo Young Boys sempre pronto ad insidiare le due rivali ma mai vittorioso, almeno fino al 2018; proprio in tale anno i bernesi interrompono la striscia di 8 titoli consecutivi del Basilea, tornando a trionfare in campionato dopo ben 32 anni. I club della parte ovest della Svizzera Servette, Xamax, Losanna e Sion invece si trovavano in situazioni di gravi problemi finanziari che portarono la striscia negativa di insuccessi: una situazione anomala per le squadre della regione, che recitarono per anni il ruolo di dominatori incontrastati nel calcio svizzero.

## Le squadre
Sono 74 le squadre ad aver preso parte ai 129 campionati di massima serie svizzera che sono stati disputati a partire dal 1897-1898 fino alla stagione 2025-2026 (della quale si riportano in grassetto le squadre militanti):
- 120 volte:  Grasshoppers
- 119 volte:  Young Boys
- 117 volte:  Basilea
- 116 volte:  Zurigo
- 113 volte:  Servette
- 109 volte:  Losanna
- 95 volte:  San Gallo
- 77 volte:  Lucerna
- 76 volte:  La Chaux-de-Fonds,  Lugano
- 60 volte:  Bienne
- 59 volte:  Aarau
- 57 volte:  Sion
- 56 volte:  Young Fellows
- 47 volte:  Winterthur
- 45 volte:  Berna
- 39 volte:  Grenchen,  Neuchâtel Xamax
- 35 volte:  Nordstern
- 34 volte:  Old Boys Basilea
- 33 volte:  Bellinzona,  Urania Ginevra
- 30 volte:  Friburgo
- 28 volte:  Chiasso
- 23 volte:  Étoile-Sporting
- 21 volte:  Brühl
- 20 volte:  Blue Stars Zurigo
- 18 volte:  Thun
- 14 volte:  Montreux-Sports
- 13 volte:  Étoile Carouge,  Locarno
- 11 volte:  Concordia Basilea
- 10 volte:  Wettingen
- 8 volte:  Baden,  Chênois
- 7 volte:  Sciaffusa,  Vevey,  Yverdon
- 6 volte:  Blue Stars St. Gallen,  Soletta
- 5 volte:  Neumünster ZH,  Vaduz
- 4 volte:  Concordia Yverdon
- 3 volte:  Bulle
- 2 volte:  Anglo-American,  Delémont,  Kickers Lucerna,  Kriens,  Wil
- 1 volta:  Black Stars Basilea,  Monthey,  Stade Lausanne-Ouchy,  Wohlen

### Partecipanti 2024-2025
| Club         | Città             | Stadio                            |
| ------------ | ----------------- | --------------------------------- |
| Basilea      | Basilea           | St. Jakob-Park                    |
| Grasshoppers | Zurigo            | Stadio Letzigrund                 |
| Losanna      | Losanna           | Stade de la Tuilière              |
| Lucerna      | Lucerna           | Swissporarena                     |
| Lugano       | Lugano            | Cornaredo                         |
| San Gallo    | San Gallo         | AFG Arena                         |
| Servette     | Ginevra           | Stade de Genève                   |
| Sion         | Sion              | Stade Tourbillon                  |
| Winterthur   | Winterthur        | Schützenwiese                     |
| Young Boys   | Berna             | Stade de Suisse                   |
| Yverdon      | Yverdon-les-Bains | Stade Municipal Yverdon-les-Bains |
| Zurigo       | Zurigo            | Stadio Letzigrund                 |

## Vittorie per squadre
Ecco i migliori piazzamenti delle squadre che hanno preso parte ai 118 campionati svizzeri dal torneo 1897-1898 al 2024-2025. Dal 1898 il campionato è stato vinto, almeno una volta, da diciannove squadre diverse.
|                   | Campionati dal 1898 |          |          |         |        |
| Squadra           | 1º posto            | 2º posto | 3º posto | Partec. | Podi % |
| Grasshoppers      | 27                  | 21       | 13       | 115     | 55%    |
| Basilea           | 21                  | 8        | 6        | 113     | 27%    |
| Young Boys        | 17                  | 19       | 12       | 115     | 36%    |
| Servette          | 17                  | 16       | 12       | 108     | 43%    |
| Zurigo            | 13                  | 9        | 8        | 111     | 28%    |
| Losanna           | 7                   | 8        | 8        | 105     | 23%    |
| Lugano            | 3                   | 5        | 11       | 71      | 26%    |
| La Chaux-de-Fonds | 3                   | 3        | 7        | 76      | 17%    |
| Winterthur        | 3                   | 2        | 1        | 43      | 14%    |
| Aarau             | 3                   | 1        | 3        | 59      | 12%    |
| Neuchâtel Xamax   | 2                   | 4        | 8        | 39      | 35%    |
| Sion              | 2                   | 2        | 6        | 53      | 22%    |
| San Gallo         | 2                   | 1        | 4        | 90      | 7%     |
| Bienne            | 1                   | 2        | 2        | 60      | 8%     |
| Lucerna           | 1                   | 2        | 3        | 73      | 6%     |
| Étoile-Sporting   | 1                   | 1        | 0        | 23      | 9%     |
| Anglo-American    | 1                   | 0        | 0        | 2       | 50%    |
| Bellinzona        | 1                   | 0        | 0        | 33      | 3%     |
| Brühl             | 1                   | 0        | 0        | 21      | 5%     |
| Grenchen          | 0                   | 4        | 1        | 39      | 13%    |
| Berna             | 0                   | 3        | 1        | 45      | 9%     |
| Old Boys Basilea  | 0                   | 2        | 1        | 34      | 12%    |
| Nordstern         | 0                   | 3        | 0        | 35      | 9%     |
| Young Fellows     | 0                   | 2        | 2        | 56      | 7%     |
| Chiasso           | 0                   | 1        | 2        | 28      | 11%    |
| Urania Ginevra    | 0                   | 1        | 1        | 33      | 6%     |
| Thun              | 0                   | 1        | 0        | 17      | 9%     |
| Étoile Carouge    | 0                   | 0        | 1        | 13      | 8%     |
| Blue Stars Zurigo | 0                   | 0        | 1        | 20      | 5%     |
| Totale            | 124                 | 121      | 114      | -       | -      |

## Loghi

Logo della Axpo Super League usato dal 2003 al 2012
Logo della Raiffeisen Super League in uso dal 2012 al 2022